# توماس بيكون
توماس بيكون  (بالإنجليزية: Thomas Beccon)‏ (1511-1567) كان رجل دين إنجليزي ومصلح بروتستانتي من نورفك. 

## حياته
ولد بيكون عام 1511 في نورفك، انكلترا. دخل جامعة كامبريدج في مارس 1526، وربما كلية سانت جونز. درس تحت يد هيو لاتيمر ورسم في عام 1533. في عام 1532 تم قبوله عضوا في مجمع كلية القديس يوحنا الإنجيلي.
ألقي القبض عليه بسبب الوعظ البروتستانتي واضطر إلى التراجع عن ذلك حوالي عام 1540. ثم بدأ في الكتابة تحت اسم ثيودور باسيلي. عندما جاء إدوارد السادس إلى العرش في 1547، جعل بيكون قسيس إلى حامي الرب. وقدم أيضا من قبل شركة العبادة عرض العيش في سانت ستيفن، والبروك في مدينة لندن. توماس كرانمر جعله واحدا من الدعاة الستة لكانتربري، وكاهن في أسرة كرانمر الخاصة. ساهم أيضًا في عظات كرانمر.
عندما جاءت ماري الأولى ملكة إنجلترا إلى العرش في عام 1553، ككاهن متزوج، بيكون قد تخل عن مواقفه الكنسية. وفي أغسطس من ذلك العام، تم تعيينه واعظا وسجينا في برج لندن. وأفرج عنه في مارس من العام التالي وهرب من البلد. ذهب إلى ستراسبورغ ثم إلى فرانكفورت، ودرّس في جامعة ماربورغ حوالي عام 1556 أو 1559. عندما جاءت إليزابيث إلى السلطة، عاد إلى إنجلترا، وقدم شريعة كاتدرائية كانتربري في 1559.

## أعماله

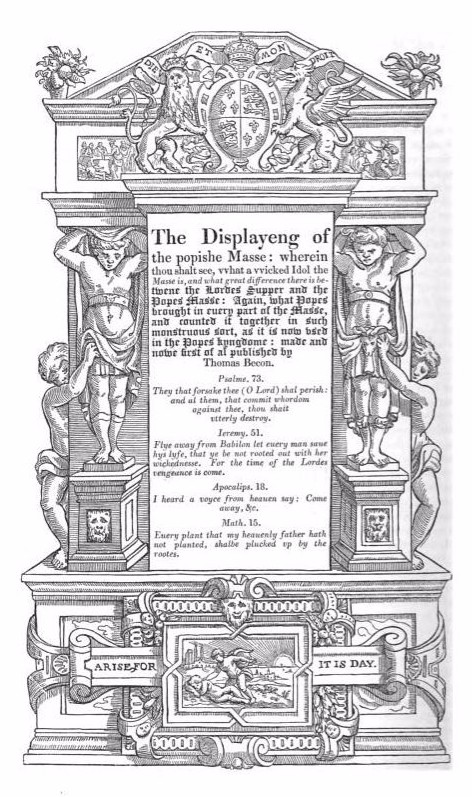
رسوم إيضاحية من عام 1844، طبعة من أعمال بيكون.

كانت كتابات بيكون في البداية لوثرية. أصبحت كتاباته قاسية على نحو متزايد وهولدريخ زوينكلي مع مرور الوقت.
النص التالي مأخوذ من مقال ألكسندر بالوش غروسارت، الآن في المجال العام:
ظهرت طبعة من أعماله، بما في ذلك العديد من غير المنشورة، في ثلاث مجلدات. ورقة في عام 1563. سيتم العثور على كتالوج كامل من كتابات كثيرة من بيكون. القس جون أير قد عدل أعمال بيكون للمجتمع، وجمع كل ما تم نقله. "إشعار السيرة الذاتية"، مع سلطاتها ومراجعها،  لابد ان تكون المصدر الرئيسي لكل كاتب سيرة ولكل مؤرخ ناجح.

## عائلته
تزوج من إليزابيث، ابنة وليام غودفري من وينشستر. وكان لديهم ثلاثة أطفال، ابنه البكر طبيبا في كانتربري. باسل بيكون اتّبع والده في الكنيسة وعقد عدة العيش في كينت. تزوجت راشيل ابنته من وليام بيزويك من هورسماندن الذي شغل منصب شريف مدينة كينت في 1616.

## وصلات خارجية
- مؤلفات توماس بيكون في مشروع غوتنبرغ
- أعمال أو نبذة عن توماس بيكون على أرشيف الإنترنت